# グリーゼ180d
グリーゼ180dとは、恒星グリーゼ180を公転する太陽系外惑星である。

## 概要
この惑星は、エリダヌス座の方向に約38.97光年離れた場所に位置するスーパーアースである質量は地球の7.9倍。
グリーゼ180dは、ハビタブルゾーン内に位置しているとされ、潜在的に移住可能な系外惑星である可能性がある。また、この惑星は潮汐固定はされていないとみられ、生命の存在が期待されている